# Остров (Демьяновское городское поселение)
Остров — деревня в Подосиновском районе Кировской области России. Входит в состав Демьяновского городского поселения.

## География
Деревня находится в северо-западной части Кировской области, в пределах возвышенности Северные Увалы, в подзоне средней тайги, на правом берегу реки Шолги, на расстоянии приблизительно 19 километров (по прямой) к северо-северо-западу (NNW) от посёлка городского типа Подосиновец, административного центра района. Абсолютная высота — 77 метров над уровнем моря.
Климат
Климат характеризуется как умеренно континентальный, с продолжительной холодной многоснежной зимой и умеренно тёплым коротким летом. Средняя температура воздуха самого холодного месяца (января) составляет −13,6 °C; самого тёплого месяца (июля) — 17,2 °C . Годовое количество атмосферных осадков — 734 мм, из которых 365 мм выпадает в период мая по сентябрь. Снежный покров держится в течение 172 дней.

## Население
| 2010 |
| ---- |
| 1    |

Половой состав
По данным Всероссийской переписи населения 2010 года в гендерной структуре населения мужчины составляли 100 %.
Национальный состав
Согласно результатам переписи 2002 года, в национальной структуре населения русские составляли 100 % из 3 чел.